# Jasper van Overbruggen
Jasper van Overbruggen (22 maart 1974) is een Nederlands acteur.

## Filmografie

### Film
- Dit is nooit mijn naam geweest (1999) - Bono
- The Tech Files (1999) - zoon van boer
- Het achterland (2000) - Ivan
- Lek (2000) - coassistent
- Het wonder van Máxima (2003) - toerist

### Televisie
- Loenatik (1997)
- Verkeerd verbonden (2000-2002) - Thomas de Rooy
- Onderweg naar morgen (2003) - Thomas Koene
- Grijpstra & De Gier (2004-2007) - Simon Cardozo
- Bibaboerderij (2008) - Viva Vogelverschrikker
- Verborgen gebreken (2009) - Victor
- Van God los (2011) - ambulancebroeder
- Goede tijden, slechte tijden (2013) - Rogier van Overvest

### Gastrollen
- Baantjer - aflevering De Cock en het dode kind (1999) - Frederik Hoffman
- Spangen - aflevering Verlangen (2001) - Stan
- Ernstige delicten - aflevering Metromoord (2002) - Frans van Boxtel
- Kinderen geen bezwaar - aflevering De verloren vader (2006) - Chris
- Van Speijk - aflevering Moord, doodslag en ander ongerief (2007) - Barry Goosse
- Dokter Tinus (2017) - Paul Klaverblad